# Bellapiscis lesleyae
Bellapiscis lesleyae är en fiskart som beskrevs av Hardy, 1987. Bellapiscis lesleyae ingår i släktet Bellapiscis och familjen Tripterygiidae. Inga underarter finns listade.